# Begonia potamophila
Begonia potamophila là một loài thực vật có hoa trong họ Thu hải đường. Loài này được Gilg mô tả khoa học đầu tiên năm 1904.